# ویلی دوناکی
ویلی دوناکی (انگلیسی: Willie Donachie؛ زادهٔ ۵ اکتبر ۱۹۵۱) بازیکن سابق و مربی فوتبال اهل اسکاتلند است.
از باشگاه‌هایی که در آن بازی کرده‌است می‌توان به باشگاه فوتبال برنلی، باشگاه فوتبال منچستر سیتی، باشگاه فوتبال اولدهام اتلتیک، و باشگاه فوتبال نوریچ سیتی اشاره کرد.
وی همچنین در تیم ملی فوتبال اسکاتلند بازی کرده‌است.